# Chaîne Diablo
Pour les articles homonymes, voir Diablo.
La chaîne Diablo (Diablo Range en anglais) est une chaîne de montagnes dans l'Ouest de la Californie faisant partie des chaînes côtières du Pacifique. Elle est bordée par la baie de San Francisco, la vallée de Santa Clara, la chaîne Gabilan et la vallée de la Salinas à l'ouest, et par la vallée Centrale de Californie à l'est. La chaîne s'étend sur 290 km du mont Diablo au nord-ouest au col de Polonio (au nord de la chaîne Temblor et de la plaine Carrizo) au sud-est.

## Géographie
La chaîne traverse les comtés de Contra Costa, d'Alameda, de San Joaquin, de Santa Clara, de Stanislaus, de Merced, de San Benito, de Fresno, de Monterey et de Kings. Ses sommets les plus importants sont le pic Rose, le mont Diablo, la montagne San Benito, le pic Copernicus, le mont Hamilton et le mont Stakes.
Les axes routiers principaux la parcourant sont la CA-4 (au nord de la chaîne), l'I-205, la CA-152 avec le col Pacheco, la CA-198 et la CA-46/CA-41 (au sud de la chaîne). Elle est suivie en parallèle sur une bonne partie de sa distance par l'U.S. Route 101 à l'ouest et l'I-5 à l'est. La chaîne est aussi parcourue par une route peu empruntée dont le point le plus élevé se situe sur la montagne San Benito à 1585 mètres.
La chaîne est peu peuplée, notamment en dehors de la région de la baie de San Francisco. Les agglomérations principales voisines incluent Antioch, Concord, Walnut Creek, Pleasanton, Livermore et dans la vallée Centrale la ville de Tracy. Dans le sud de la baie de San Francisco, les localités les plus proches de la chaîne sont Milpitas, la partie orientale de San José, Morgan Hill et Gilroy. Au sud du col de Pacheo Pass, les seules localités ayant plus de 15 000 habitants sont Los Banos et Hollister. La petite ville rurale de Coalinga se situe sur l'axe CA-198, l'une des rares routes traversant les montagnes.
Les terres de la chaîne sont principalement des pâtures de ranches privés. On y trouve cependant aussi quelques parcs, notamment le parc d'État du mont Diablo, le parc de comté Joseph D. Grant, parc d'État Henry W. Coe et la Clear Creek Management Area du Bureau of Land Management.

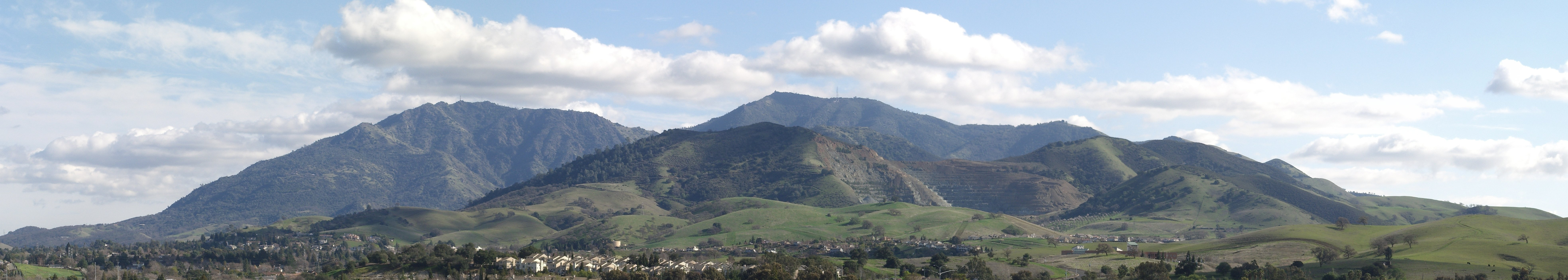
Vue d'une partie de la chaîne (le mont Diablo est à gauche).

## Environnement
La chaîne Diablo est constitué essentiellement de chaparral et de bois de chênes californiens, avec des forêts de conifères apparaissant au-delà de 1 200 m. Le massif reçoit très peu de précipitations car il se situe 16 à 80 km à l'intérieur des terres, et l'humidité provenant de l'océan Pacifique est bloquée par d'autres chaînes montagneuses comme la chaîne Santa Lucia et les monts Santa Cruz. L'altitude moyenne, oscillant entre 900 et 1 200 mètres, ne permet pas non plus de bénéficier de l'humidité en haute altitude. Les hivers sont doux et reçoivent des pluies modérées, mais les étés sont très chauds et secs. Les zones au-delà de 750 mètres peuvent se voir ponctuées de neige l'hiver, notamment au sommet le plus élevé, la montagne San Benito, qui culmine à 1 597 mètres dans le Sud-Est de la chaîne.
La chaîne Diablo est un site de nidification pour les aigles royaux.